# ۵۰ راه برای خداحافظی
«۵۰ راه برای خداحافظی» (به انگلیسی: 50 Ways to Say Goodbye) یک آهنگ از گروه راک ترین می‌باشد. آهنگ در ۱۱ ژوئن ۲۰۱۲ عرضه شد و مورد استقبال اهالی موسیقی قرار گرفت به طوریکه در پایان سال ۲۰۱۲ در رده ۸۱ ۱۰۰ آهنگ داغ بیلبورد قرار گرفت.

## موزیک ویدئو
ویدئوی آهنگ توسط مارک کلاسفلد کارگردانی شده‌است.

## جدول‌های موسیقی
| جدول (۲۰۱۲–۲۰۱۳)                                    | بهترین جایگاه |
| --------------------------------------------------- | ------------- |
| استرالیا (ای‌آرآی‌ای)                                 | ۱۶            |
| بلژیک (اولتراتیپ فلاندرز)                           | ۲             |
| کانادا (۱۰۰ تک‌آهنگ داغ کانادا)                      | ۱۷            |
| سی‌اچ‌آر/تاپ ۴۰ کانادا (بیلبورد)                      | ۳۳            |
| هات ای‌سی کانادا (بیلبورد)                           | ۸             |
| جمهوری چک (رادیو – تاپ ۱۰۰)                         | ۴             |
| دانلود فنلاند (لاتائوسیلیستا)                       | ۷             |
| ایسلند (تون‌لیست)                                    | ۱۲            |
| اسرائیل (مدیا فارست)                                | ۸             |
| لبنان (۲۰ آهنگ برتر لبنان)                          | ۷             |
| هلند (۴۰ آهنگ برتر)                                 | ۱۴            |
| هلند (۱۰۰ تک‌آهنگ برتر)                              | ۲۲            |
| اسکاتلند (اوسی‌سی)                                   | ۲۳            |
| تک‌آهنگ‌های بریتانیا (اوسی‌سی)                         | ۵۰            |
| بیلبورد هات ۱۰۰ ایالات متحده                        | ۲۰            |
| بزرگسالان معاصر ایالات متحده (بیلبورد)              | ۱۱            |
| ۴۰ تک‌آهنگ برتر بزرگسالان ایالات متحده (بیلبورد)     | ۴             |
| ترانه‌های داغ راک و آلترناتیو ایالات متحده (بیلبورد) | ۴             |
| ۴۰ آهنگ برتر جریان اصلی ایالات متحده (بیلبورد)      | ۱۷            |

| جدول (۲۰۱۲)                                   | جایگاه |
| --------------------------------------------- | ------ |
| کانادا (۱۰۰ آهنگ داغ کانادا)                  | ۸۶     |
| هلند (۴۰ آهنگ برتر هلند)                      | ۷۰     |
| هلند (۱۰۰ آهنگ برتر هلند)                     | ۹۳     |
| ۱۰۰ آهنگ داغ بیلبورد ایالات متحده             | ۸۱     |
| بزرگسالان معاصر ایالات متحده (بیلبورد)        | ۴۹     |
| ۴۰ آهنگ برتر بزرگسالان ایالات متحده (بیلبورد) | ۱۸     |

| جدول (۲۰۱۳)                            | جایگاه |
| -------------------------------------- | ------ |
| بزرگسالان معاصر ایالات متحده (بیلبورد) | ۴۶     |

## گواهینامه‌ها
| منطقه | گواهی     | واحد گواهی‌شده/فروش |
| --- | --------- | ------------------ |
| استرالیا (آی‌اف‌پی‌آی استرالیا)                                                                                   | پلاتین    | ۷۰٬۰۰۰^            |
| کانادا (میوزیک کانادا)                                                                                         | پلاتین    | ۱۰٬۰۰۰^            |
| ایالات متحده (آرآی‌ای‌ای)                                                                                        | ۳× پلاتین | ۳٬۰۰۰٬۰۰۰          |
| * رقم فروش تنها بر پایهٔ گواهی‌ها. · ^ رقم توزیع تنها بر پایهٔ گواهی‌ها. · رقم فروش+پخش جاری تنها بر پایهٔ گواهی‌ها. |           |                    |

## تاریخچه انتشار
| کشور         | تاریخ         | فرمت                          | ناشر                       |
| ------------ | ------------- | ----------------------------- | -------------------------- |
| ایالات متحده | ۱۱ ژوئن ۲۰۱۲  | ایرپلی رادیوی بزرگسالان معاصر | کلمبیا رکوردز، سونی میوزیک |
| ایالات متحده | ۳۱ ژوئیهٔ ۲۰۱۲ | ایرپلی رادیوی جریان اصلی      | کلمبیا رکوردز، سونی میوزیک |